# PGC 1400333
LEDA/PGC 1400333 ist eine Galaxie im Sternbild Fische auf der Ekliptik. Sie ist schätzungsweise 1,7 Milliarden Lichtjahre von der Milchstraße entfernt und hat einen Durchmesser von etwa 180.000 Lichtjahren. Vom Sonnensystem aus entfernt sich das Objekt mit einer errechneten Radialgeschwindigkeit von näherungsweise 38.400 Kilometern pro Sekunde.
Im selben Himmelsareal befinden sich unter anderem die Galaxien IC 62, PGC 1392260, PGC 1396355, PGC 1407139.